# 托萊多 (喬治亞州)
托萊多（英語：Toledo）是位於美國喬治亞州查爾頓縣的一個非建制地區。該地的面積和人口皆未知。

## 地理
托萊多的座標為30°38′10″N 82°03′09″W / 30.63611°N 82.05250°W，而該地的平均海拔高度為18米（即59英尺）。